# Bicosoecida
A Bicosoecida (ICZN) vagy Bicosoecales/Bicoecea (ICN) az egysejtű ostoros sárgásmoszatokból álló Bikosea kládja. Szabadon élők kloroplasztisz nélkül, egyes nemzetségek héjjal vannak körülvéve. A plasztiszhiány miatt bazálisnak tekintik.

## Történet
A Bicosoeca nemzetséget Henry James Clark írta le 1866-ban. Neve a görög βικος (váza, edény) és az οεκειν, lakik szóból származik. Filológiailag megfelelőbb lett volna a Bicoeca név, melyet Samuel Friedrich Stein javasolt 1878-ban, és több későbbi szerző követett, de az ICBN és az ICZN szerint az eredeti írásmód nem tekinthető helytelennek, és eredeti névalakként használandó. Eredetileg a Protozoa országba sorolták.
Korábban a sárgamoszatok rokonának tekintették.
Egyes szerzők kizárólag a Bicosoeca nemzetségre és rokonaira, például a Cafeteriára használják köznapi neveit.
A molekuláris filogenetika fejlődésével a klád leírása több taggal bővült, és rendből osztállyá lett.
2015-ben Ruggiero et al. tanulmányában a Bikosea osztály Bicoecida rendjeként szerepelt az Anoecida, a Borokida, a Pseudodendromonadida és a Rictida mellett.
Cavalier-Smith 2017-ben leírta, hogy Derelle et al. 2016-ban a Bigyra monofíliáját mutatta ki, és hogy nem 3 egymást követő bazális ágból áll, és a Bicosoecida a Bigyra tagja. A Chromista országba sorolta a sárgásmoszatokat, így a Bicosoecidát is.

## Morfológia
A hátulsó ostor széles 2. mikrotubulus-gyökere által támasztott sejtszája, két ostorán háromrészes masztigonémái vannak, általában átmeneti hélix nélkül. Plasztisza nincs. Általában hátulsó ostorával a szubsztráthoz rögzül, és szesszilis. Egysejtű és kolóniaképző fajai is ismertek.

## Élőhely
Tengerekben, édesvízben és felhőkben él. A Halocafeteria névadója, hogy jellemzően sós vízben él, egy sóbepárló üzemben 24,8%-os sótartalmú vízben az egyik leggyakoribb eukariótanemzetség Lee et al. szerint, és 10–36,3% sótartalom közt növekszik. Tengerekben és édesvízben gyakori csoportjai élesen elkülönülnek.
Gyakorisága a mélységgel növekszik az óceánban, oxigénminimum-zónájában aktívabbak, de ritkábbak.
Felhőkben DNS- és RNS-vizsgálatok alapján is gyakoriak.
Mesterséges élőhelyei például az anaerob feláramlásos szennyvízemésztő reaktorok, de az azokba folyó vízben nem találhatók meg.

## Csoportok
- Labromonadidae Cavalier-Smith 2006
  - Labromonas Cavalier-Smith 2006
- Bicosoecaceae Ritter von Stein 1878
  - Poteriodendron Stein 1878
  - Bicosoeca Clark 1866
  - Hedraeophysa Kent 1880
  - Symbiomonas Guillou et Chrétiennot-Dinet 1999
- Cafeteriaceae Moestrup 1995
  - Cafeteria Fenchel et Patterson 1988

## Genomika
Mitokondriális recA génje van, melyet feltehetően a fotoszintetikus sárgásmoszatok a plasztiszeredetű megmaradása mellett elvesztettek. MidX-szekvenciái a sárgásmoszatokéinak csak távoli rokonai.
Nagy mennyiségben expresszálnak cisztein-peptidázt baktériumevéskor.

## Jelentőség
Fajai olajindikátorok, az olaj megjelenése után hamar megjelennek és gyakorivá válnak.

## Fordítás
Ez a szócikk részben vagy egészben  a   Bicosoecida című angol Wikipédia-szócikk ezen változatának fordításán alapul.  Az eredeti cikk szerkesztőit annak laptörténete sorolja fel. Ez a jelzés csupán a megfogalmazás eredetét és a szerzői jogokat jelzi, nem szolgál a cikkben szereplő információk forrásmegjelöléseként.